# Driggs (Idaho)
Driggs – miasto w Stanach Zjednoczonych, w stanie Idaho, siedziba administracyjna hrabstwa Teton.